# Johannes Petrus Kuenen

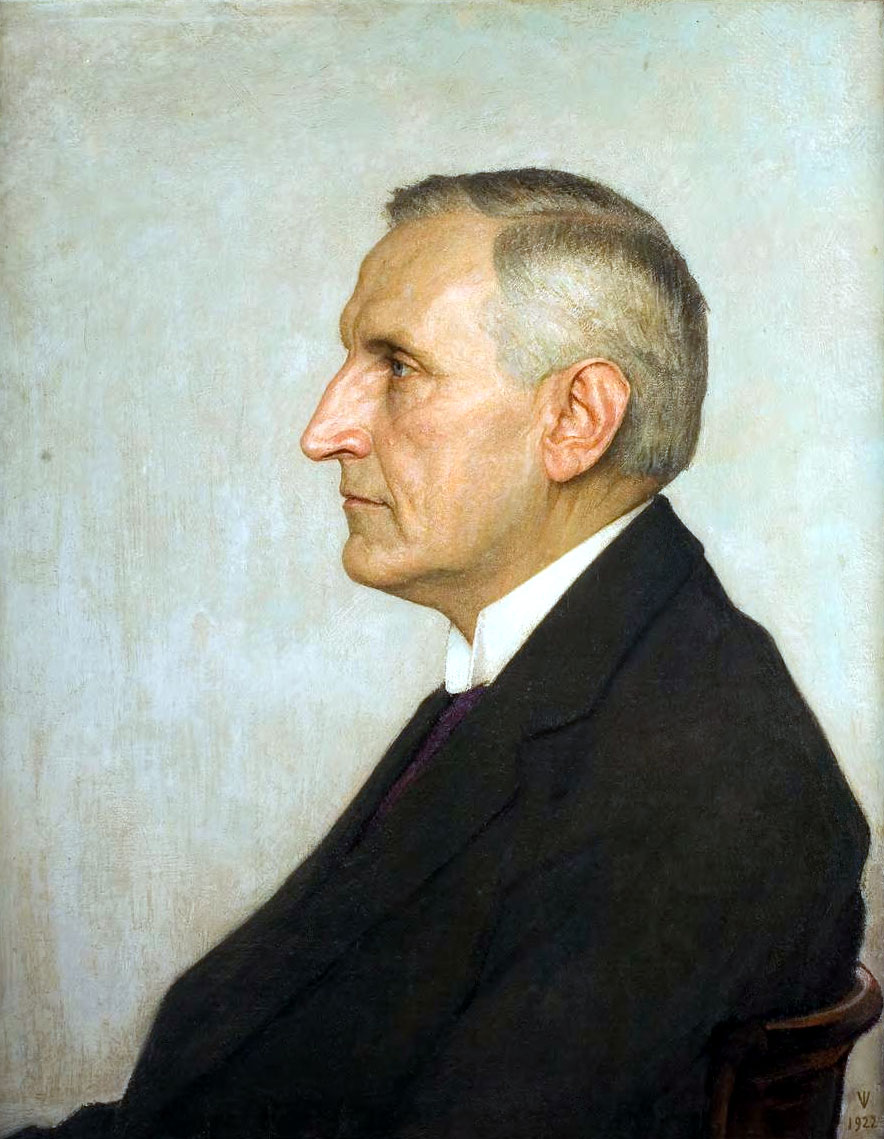
Kuenen als Leids hoogleraar.
Portret door Jan Veth.
Collectie Universiteit Leiden

Johannes Petrus Kuenen (Leiden, 11 oktober 1866 - Leiden, 25 september 1922) was een Nederlands hoogleraar natuurkunde.
Kuenen was de zoon van de Leidse hoogleraar in de theologie Abraham Kuenen en diens echtgenote Wiepkje Muurling. Van 1884 tot 1889 studeerde hij aan de universiteit te Leiden, waar hij promoveerde in 1892.
Hij werd in 1895 tot hoogleraar beroepen in Dundee, Schotland, waar hij tot 1907 werkte. In 1907 werd hij benoemd tot hoogleraar natuurkunde aan de Leidse Universiteit. Heike Kamerlingh Onnes en Kuenen hebben het Kamerlingh Onnes Laboratorium geleid.
Op grond van zijn wetenschappelijke werk werd hij in 1911 gekozen tot lid van de afdeling natuurkunde van de Koninklijke Nederlandse Akademie van Wetenschappen, KNAW, en in 1915 tot lid van de Hollandsche Maatschappij der Wetenschappen. Hij is de ontdekker van retrograde condensatie.
Hij overleed in zijn hoedanigheid als rector magnificus aan de Leidse universiteit in 1922.
Zijn zoon Philip Henry Kuenen was hoogleraar in de geologie.